# Nannizzia
Nannizzia Curr. – rodzaj grzybów należący do klasy Eurotiomycetes. Grzyby mikroskopijne.

## Charakterystyka
Monofiletyczny rodzaj, do którego należą grzyby glebowe będące dermatofitami i grzybami keratynofilnymi atakującymi paznokcie, włosy i skórę ludzi i zwierząt stałocieplnych. W 2024 roku Index Fungorum wymienia 16 gatunków tego rodzaju.
Rodzaj Nannizzia charakteryzuje się watowatymi lub proszkowatymi koloniami o barwie kremowobiałej, żółtej, pomarańczowej, brązowej lub czerwonawej. Rewers kolonii zwykle wykazuje jasnożółtą, pomarańczową lub czerwonobrązową pigmentację. Forma bezpłciowa (anamorfa) ma liczne, 1–8-przegrodowe, cienko- lub średnio-grubościenne i szorstkościenne makrokonidia, które są cylindryczne, cygarowate, elipsoidalne lub wrzecionowate. U dwóch gatunków (N. aenigmatica i N. lorica) sporulacji nie zaobserwowano. Mikrokonidia są bezprzegrodowe lub rzadko z jedną przegrodą, ułożone pojedynczo lub w małych skupiskach, siedzące lub krótkoogonkowe, maczugowate lub odwrotnie jajowate ze ściętą podstawą, zwykle liczne, ale skąpe u N. aenigmatica i N. praecox. Grzyby są heterotaliczne. Owocniki typu gymnotecjum.
Morfologicznie rodzaj Nannizzia różni się od Lophophyton, Microsporum i Paraphyton stosunkowo cienkościennymi makrokonidiami, a od Lophophyton maksymalnie 8-przegrodowymi w porównaniu do 11-przegrodowych makrokonidiów. Trichophyton różni się skąpymi, cienkościennymi i gładkościennymi makrokonidiami. Niektóre gatunki Arthroderma są podobne do Nannizzia, ale różnią się od nich kształtem, grubością ścianek i liczbą przegród. Epidermophyton można łatwo odróżnić po braku mikrokonidiów i gładkościennych makrokonidiów.

## Systematyka i nazewnictwo
Pozycja w klasyfikacji według Index Fungorum: Arthrodermataceae, Onygenales, Eurotiomycetidae, Eurotiomycetes, Pezizomycotina, Ascomycota, Fungi.
Takson utworzyła w 1961 roku Phyllis Margaret Stockdale. Jego nazwą uczciła mykologa Arturo Nannizziego (1877–1961). Gatunkiem typowym jest Nannizzia incurvata Stockdale. Niektóre inne gatunki:
- Nannizzia cajetana Ajello 1961
- Nannizzia corniculata Takashio & De Vroey 1982
- Nannizzia polymorpha Dukik, S.A. Ahmed & de Hoog 2019